# 亦都忽立
亦都忽立，自号杏林，元代词人、书法家，回回人。
先世为西域回鹘人，约宋末元初时移居汉地。为人和易、文雅，有中州风度，仁厚好学，通晓诸儒之书，礼秀士，喜谈仙佛。他一生癖好杏树，在居所四周种之成林，并时时盘桓吟咏其下，故自号杏林公。六十七岁卒。能作词，善写大字。其作今不传。亦都忽立和刘埙交谊深厚，互有唱和。刘埙卒于至大年间。相传在亦都忽立死后的第三天，仍未入葬，原因是找不到合适的人为其撰写墓志铭。这时，他的妻子说，最了解亦都忽立的，莫过于刘埙。于是使其子请刘埙撰写了墓志铭。《杏林公墓志铭》存于刘埙《水云村稿》卷八之中。陈垣《元西域人华化考》把亦都忽立列入《西域词人之佛老》篇。